# Die wunderbare Lüge der Nina Petrowna
 Die wunderbare Lüge der Nina Petrowna  ist ein deutsches Filmdrama aus dem Jahr 1929. Es erzählt das triste Leben der Mätresse eines reichen Obersten im zaristischen Russland, die ausbrechen will und scheitert.

## Handlung
Nina Petrowna, die Mätresse von Oberst Teroff, sieht auf dem Balkon ihres Hauses der ausziehenden Kavallerie der nahen Kaserne zu. Sie wirft eine Rose in die Schwadron, die zufällig vom jungen Kornett Michael Silief aufgefangen wird. Auf einem Ball treffen sich die beiden wieder. Oberst Teroff erkennt sofort die Zuneigung der beiden füreinander und brennt vor Eifersucht. Obwohl er Silief als ranghöherer Offizier einschüchtert und Nina den Verlust seiner Gunst androht, kann er die Liebe zwischen den beiden nicht mehr verhindern. Nina verlässt die gesicherte Existenz des Oberst Teroff und lebt in einer ärmlichen Wohnung. Die beiden geben sich der Illusion der reinen Liebe hin, die auf Forderungen und Besitz verzichtet. Der Kornett vernachlässigt zunehmend seinen Dienst. Als sich die Schulden bei Nina häufen, so dass sie die Stromrechnung nicht mehr bezahlen kann, beginnt Michael zu spielen, da sein Sold nicht ausreicht, um Ninas Existenz zu sichern. Der Oberst, sein Rivale, der Michael vernichten will, ertappt ihn beim Falschspiel, womit dieser nun in seiner Hand ist. Nina will den Geliebten retten und wechselt „für immer“ zurück zum Oberst, damit dieser ihn verschont. Ihrem Geliebten erzählt sie die Lüge, dass sie nun endlich wieder im Luxus leben wolle, den er ihr nicht bieten könne. Michael, der die Lüge nicht durchschaut und nicht weiß, dass sie ihn gerettet hat, verlässt sie tief enttäuscht. Nina nimmt von ihrem Geliebten in der gleichen Weise Abschied, wie sie ihn zuerst getroffen hat. Auf dem Balkon stehend erwartet sie den Auszug der Kavallerie. Wieder wirft sie eine Rose ihrem Geliebten nach, die dieser nicht beachtet; sie fällt auf den Weg und wird von den Pferdehufen zertrampelt. Der Oberst, der sich am Ziel glaubt, findet sie am nächsten Tag in seiner Villa auf dem Bett liegend. Im Glauben, sie schlafe, wirft er die Blumen des Gebindes auf die Liegende, bis er merkt, dass sie tot ist. Sie hatte sich vergiftet.

## Hintergrund
Die Dreharbeiten fanden von November 1928 bis Januar 1929 statt. Robert Herlth und Walter Röhrig schufen die Filmbauten, René Hubert die Kostüme. Alexander Arnstam war als künstlerischer Berater zugegen. Der Film erhielt nach der Zensurvorlage (5. April 1929) das Prädikat „künstlerisch wertvoll“. Der ursprünglich 102 Minuten lange UFA-Spielfilm wurde am 15. April 1929 im Berliner Ufa-Palast am Zoo uraufgeführt.
Die Uniform des ausreitenden Regiments entspricht nicht der von russischen Kosaken, sondern der eines preußischen Garde-Kürassier-Regiments.

## Rekonstruktion
„Der Film, den Hanns Schwarz um Brigitte Helm konstruiert hat, konnte dank des National Film Archive in London bereits vor Jahrzehnten wiederentdeckt und Filmfreunden und Liebhabern alter Stummfilme präsentiert werden. Die Kopie war zwar in Bezug auf ihre inhaltliche Struktur relativ komplett (selbst wenn die Partitur von Maurice Jaubert das Fehlen einiger Minuten verriet), aber leider in einem sehr schlechten Zustand. Sie wies Schrammen, Klebestellen und fehlende Sequenzen auf – alles Defekte, die eine oft genutzte Verleihkopie ausweisen.
Dank der Zusammenarbeit von Friedrich-Wilhelm-Murnau-Stiftung, dem Filmarchiv des Bundesarchivs Berlin/Koblenz und arte konnte eine Recherche der meisten Materialien stattfinden. Resultat: Man fand – neben anderen, weniger wichtigen Elementen – die beiden Original-Kamera-Negative der deutschen und der ausländischen Verleihfassung im Filmarchiv des Bundesarchivs. Der Vergleich dieser beiden Negativmaterialien mit den bisherigen Restaurierungen ermöglichte es, die Unterschiede und insbesondere die Unvollständigkeit des Negativs der deutschen Verleihfassung und der Version des National Film Archive festzustellen.
Nachdem der Vergleich abgeschlossen war, konnten Szenenfolge und Montage des Films rekonstruiert werden. Die neu rekonstruierte Fassung ist der Originalfassung näher als die alte Fassung – nicht nur weil sie länger ist, sondern auch weil die Montage mit der Partitur von Maurice Jaubert korrespondiert.“

## Kritik
- „Nur ein langatmiges Liebesmelodram“.[2]
- „Man kann also sagen, dass im Fall von DIE WUNDERBARE LÜGE DER NINA PETROWNA nicht nur die Narration des Films restauriert wurde, sondern auch seine plastischen und formalen Werte. Folglich eine umfassende Restaurierung, die uns einen großen Film zurückgibt.“[1]